# 유성권
유성권(劉聖權, 1915년 4월 11일 ~ 1973년 3월 28일)은 대한민국의 정치인이다. 제4·5·6대 국회의원을 지냈다.

## 학력
- 보성전문학교 법과 중퇴

## 경력
- 광복양조장경영
- 대한청년단성동구단장
- 무학여자중ㆍ고등학교사친회장
- 민주당중앙당무위원
- 민주당중앙기획위원ㆍ삼민회원내총무
- 민주당원내총무
- 민중당서울제5지구당위원장
- 민중당중앙선거대책위원장및당무위원

## 역대 선거 결과
|  | 29.18% |

|  | 62.45% |

|  | 45.58% |

|  | 27.90% |

|  | 10.82% |